# François Van Dycke

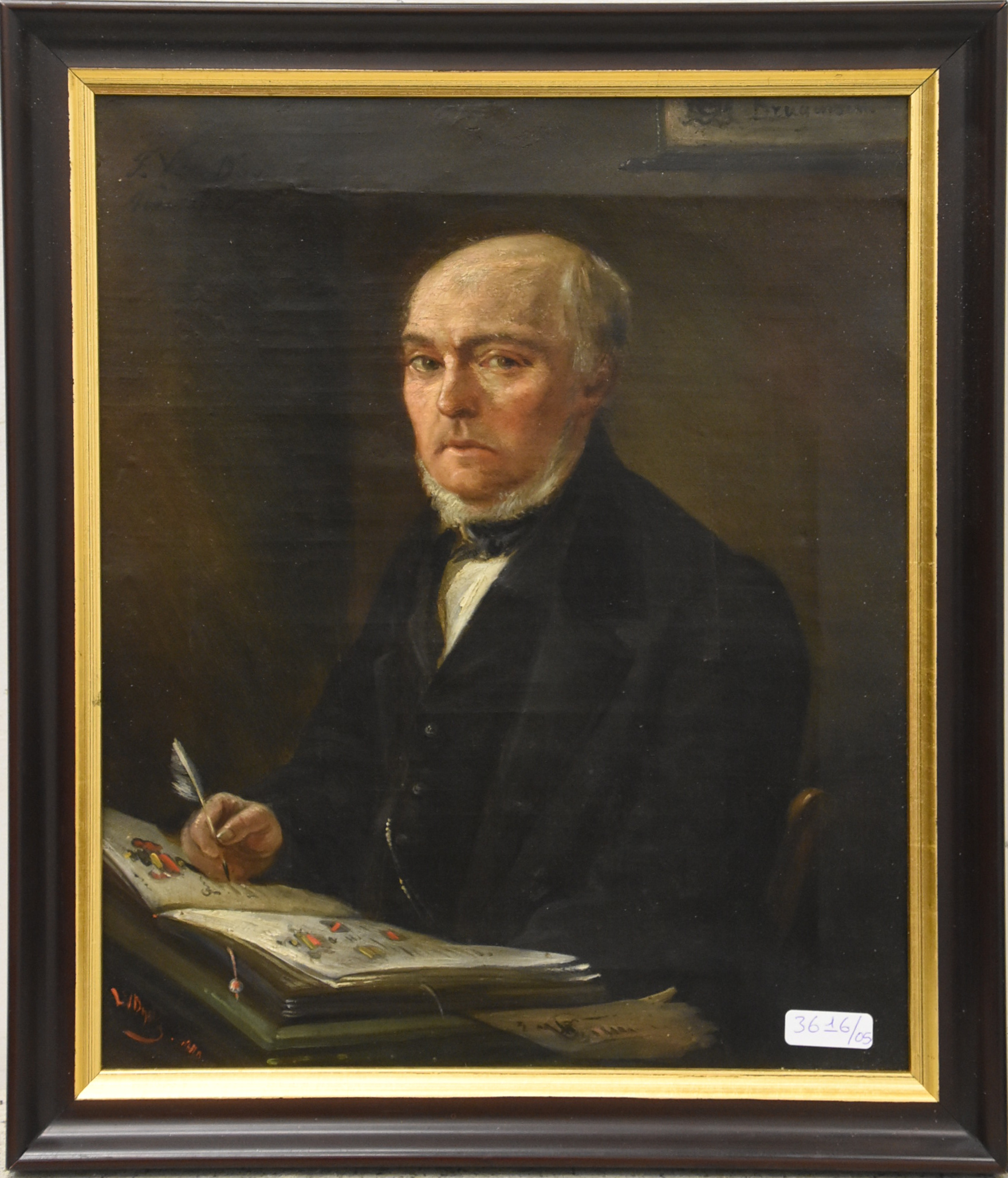
portret van François Van Dycke

François Louis Van Dycke (Diksmuide, 6 mei 1805 - Brugge, 15 januari 1874) was een Belgisch genealoog en heraldicus.

## Levensloop
François Van Dycke was een zoon van Thomas Van Dycke (†1829) en van Maria Johanna Catteau. In 1831 trouwde hij in Brugge met de winkelierster Angelique Willems (Lovendegem, 29 juni 1806 - Brugge, 16 april 1890). Ook al was hij in Brugge gedomicilieerd, hij woonde in feite in Maldegem, waar hij onderwijzer was. In 1833 werd hij gemeentesecretaris van Maldegem. Einde 1838 kwam het echtpaar in Brugge wonen en Van Dycke werd stadsambtenaar. Hij werd bureauhoofd en daarna afdelingshoofd van de tweede afdeling binnen de stadsadministratie, die bevoegd was voor bevolking, militie en burgerwacht.
Bij zijn overlijden werd in de Journal de Bruges hulde gebracht aan zijn werk als stadsambtenaar. Zijn secure en nauwgezette activiteiten werden geloofd. Anderzijds zou hij er in periodes van cholera-epidemies niet voor teruggeschrokken zijn om de getroffen woonwijken te bezoeken en nuttige voorstellen te doen voor de verbetering van de hygiënische toestanden in de stad.
Het echtpaar kreeg elf kinderen, van wie er slechts drie de volwassen leeftijd bereikten:
- Leopold Van Dycke (Maldegem, 1832 - Brussel, 1903), die kunstschilder werd.
- Prudence Van Dycke (Maldegem, 1833 - Brugge, 1904).
- Camille Van Dycke (Maldegem, 1836 - Brugge, 1901).

Van in zijn jeugd geïnteresseerd in genealogie en heraldiek, legde hij in 1825 een grafschriftenverzameling aan in Diksmuide, meer bepaald over de grafschriften in de kerk van Sint-Nicolaas en in de conventuele kapellen in deze stad. Het werk bleef onuitgegeven en berust nu in de Koninklijke Bibliotheek van België.

## Recueil héraldique
In 1851 publiceerde hij zijn Recueil héraldique, avec des notices généalogiques et historiques, die hij wijdde aan adellijke en notabele families van Brugge en het Brugse Vrije. De notities waren kort of lang naarmate hij gegevens had opgespoord.
Hij had ongetwijfeld vele jaren aan dit boek van 564 bladzijden gewerkt. Hij vervolledigde de genealogische gegevens door het toevoegen van 83 bladzijden met wapenschilden, een vijfhonderdtal in totaal. Voor de genealogieën beschikte hij uiteraard over de gegevens van de parochieboeken en de akten van de burgerlijke stand in stadsbezit, maar hij verzamelde ook gegevens bij de betrokken families.
Naast de voor de hand liggende adellijke families behandelde Van Dycke - soms zeer uitgebreid - sommige burgerlijke families. Dit was duidelijk om vrienden van hem plezier te doen die tot deze families behoorden. Voorbeelden hiervan zijn de notities gewijd aan de familie Van Damme, afkomstig uit Diksmuide, aan de familie de Latre, omdat zijn vriend Edouard Van Damme-Bernier ertoe behoorde, en aan de familie Neyts-Cary, omdat zijn vriend Jan Brans met een lid ervan getrouwd was. Ook aan de voorouders van Jan-Jacob Gailliard (1801-1867) besteedde hij een lemma. Jan-Jacob volgde hem op in het publiceren van Brugse genealogische gegevens, met zijn genealogieën in zes volumes, verschenen onder de titel Bruges et le Franc.
In zijn inleiding merkte Van Dycke op dat hij heel wat families niet had kunnen behandelen, omdat het werk nu al dubbel zo omvangrijk was geworden dan aanvankelijk vooropgesteld. Hij beloofde een tweede deel te zullen publiceren, maar daar is het nooit van gekomen.
Door zijn publicatie kwam Van Dycke in contact met de Académie royale de Belgique, de voorganger van de Koninklijke Academie voor Oudheidskunde van België. In 1855 werd hij briefwisselend lid van het genootschap.
In 1875 werd zijn rijke bibliotheek in Gent geveild.

## Emile Renders
De bekende antiquair en kenner van de Vlaamse Primitieven Emile Renders was een neef en werd een geadopteerde kleinzoon van François Van Dycke. Prudence Van Dycke, de oudste dochter van het echtpaar Van Dycke-Willems trouwde in 1857 met kunstschilder en antiquair Auguste Renders (1830-1900). Jan Brans, vriend van haar vader, trad op als getuige. Het echtpaar bleef kinderloos maar adopteerde in 1896 Emiel Houvenaegel, enige zoon van de Diksmuidse paraplufabrikant Pierre Houvenaeghel (1833-1876) en van Clementina Van Dycke (1833-1891), dochter van paraplufabrikant Pierre Van Dycke (1801-1837), oudere broer van François-Louis Van Dycke. Emiel was toen al vierentwintig. Hij heette eerst Hoevenaeghel-Renders, maar vanaf 1907 alleen Renders.

## Publicaties
- Recueil héraldique avec des notices généalogiques et historiques sur un grand nombre de familles nobles et patriciennes de la ville et du franconat de Bruges, Brugge, De Moor, 1851. Anastatische herdruk, uitg. Flandra Nostra, 1983.
- Précis généalogique et historique de la maison d'Autriche et ses alliances avec un grand nombre de maisons souveraines et princières de l'Europe, Brugge, Alphonse Bogaert, 1853.
- Nobiliaire de la Flandre Occidentale, Brugge, De Moor & Parijs, Dumoulin, 1860. (identieke uitgave van de Recueil, onder een andere titel).

## Voetnota
1. ↑  Fonds Mergelynck, nr. 37.